# Ходзьо Морітокі
Ходзьо Морітокі (1295 — 30 червня 1333) — 16-й і останній сіккен Камакурського сьоґунату у 1326—1333 роках.

## Життєпис
Походив з самурайського роду Ходзьо. Син Ходзьо Хісатокі, старшого (кітаката) очільника Рокухара Тандай (органу бакуфу-уряду сьогунату в Кіото для нагляду за імператором). Матір'ю була донька Ходзьо Мунейорі. Народився у 1295 році. 1307 року відбулася церемонія повноліття, після чого Морітокі отримав молодший п'ятий ранг. 1311 року поступив секретарем до бакуфу. 1312 року отримав старший п'ятий ранг. Того ж року призначено Правим генералом. 1315 року стає кокусі провінції Санукі. 1317 року очолив Хьоджошю (державну раду) сьогунату (керував до 1319 року). 1319 року призначено на посаду кокусі провінції Мусасі.
У 1326 році становиться сіккена, проте значна частина влади збереглася в колишнього сіккена Ходзьо Такатокі, що зберіг посаду токусьо (очільника) роду Ходзьо, який діяв через свого найканрьо (на кшталт мажордома) Нагасакі такасуке. 1327 року отримав молодший четвертий ранг. Водночас взяв особисто на себе керування провінцією Саґамі.
Морітокі занадто пізно зреагував на підготовку імператором Ґо-Дайґо виступу проти Ходзьо. Втім за підтримки екс-сіккена спочатку війська Ходзьо зуміли зайняти Кіото, але імператор втік до колишньої столиці Нара, а звідси — до Касагідзана. 

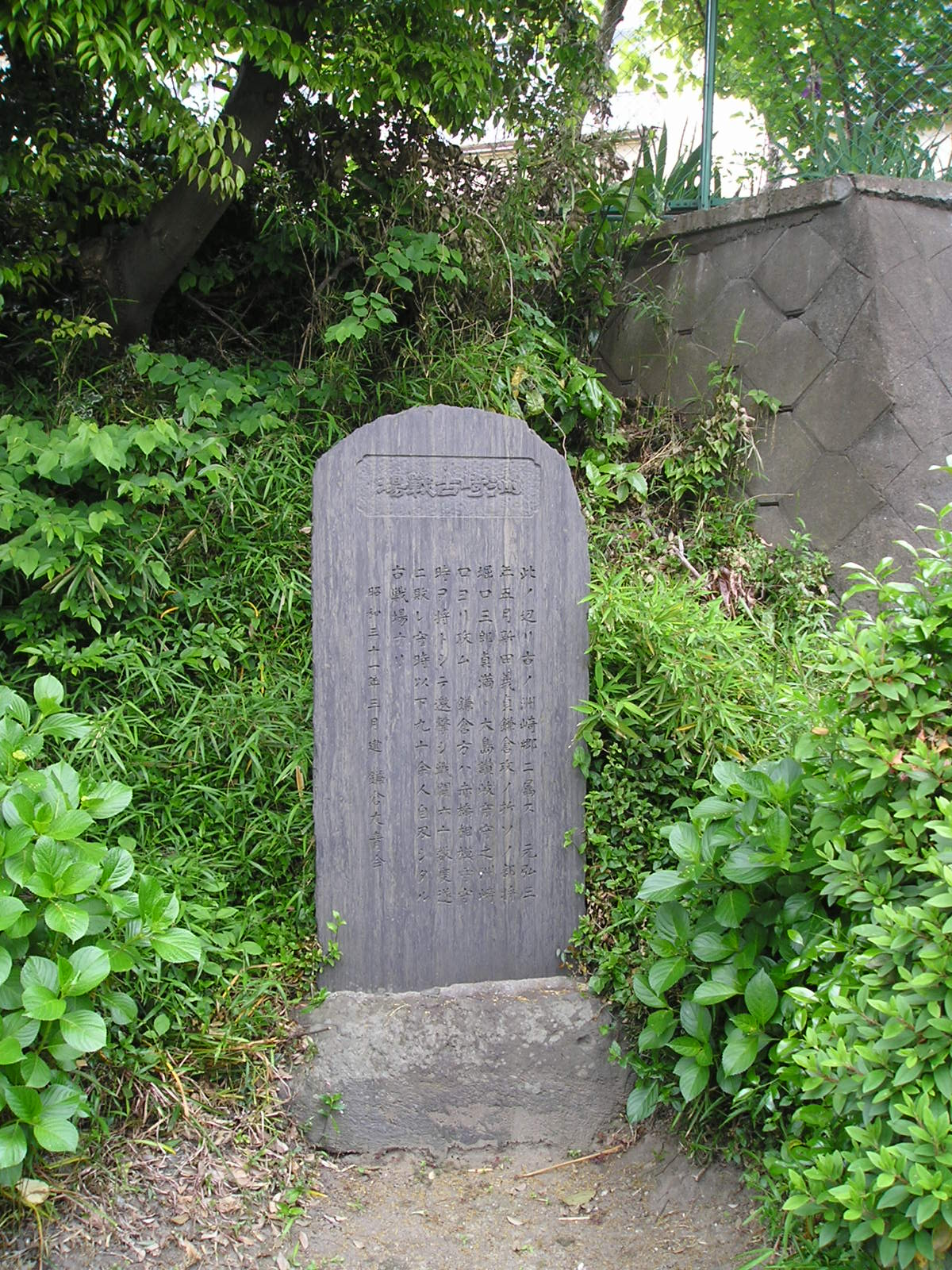
Місце загибелі Ходзьо Морітокі

Але згодом Ґо-Дайґо було схоплено й повалено. Новим імператором 1331 року став Коґон. Втім у 1332 році відбувся новий виступ прихильників поваленого імператора, на бік якого стали переходити самураї та феодали, що раніше підтримували Ходзьо. 30 червня 1333 року у битві біля Камакури (столиці бакуфу) війська сіккена зазнали поразки від військ Нітти Йосісади, а він сам загинув.